# Landgericht Ravensburg

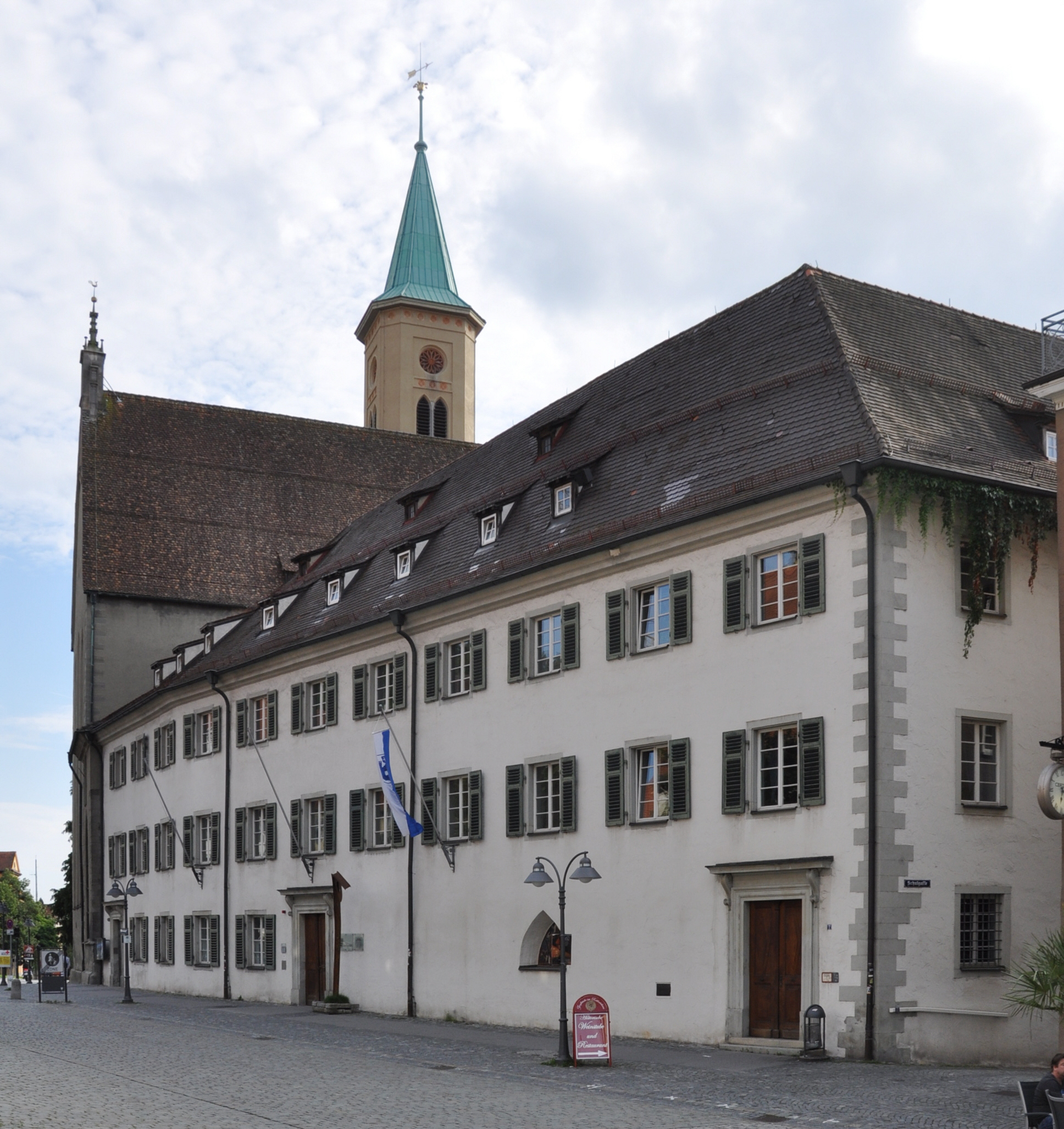
Landgericht Ravensburg

Das Landgericht Ravensburg ist ein Gericht der ordentlichen Gerichtsbarkeit. Es ist eines von 17 Landgerichten in Baden-Württemberg.

## Gerichtssitz und -bezirk

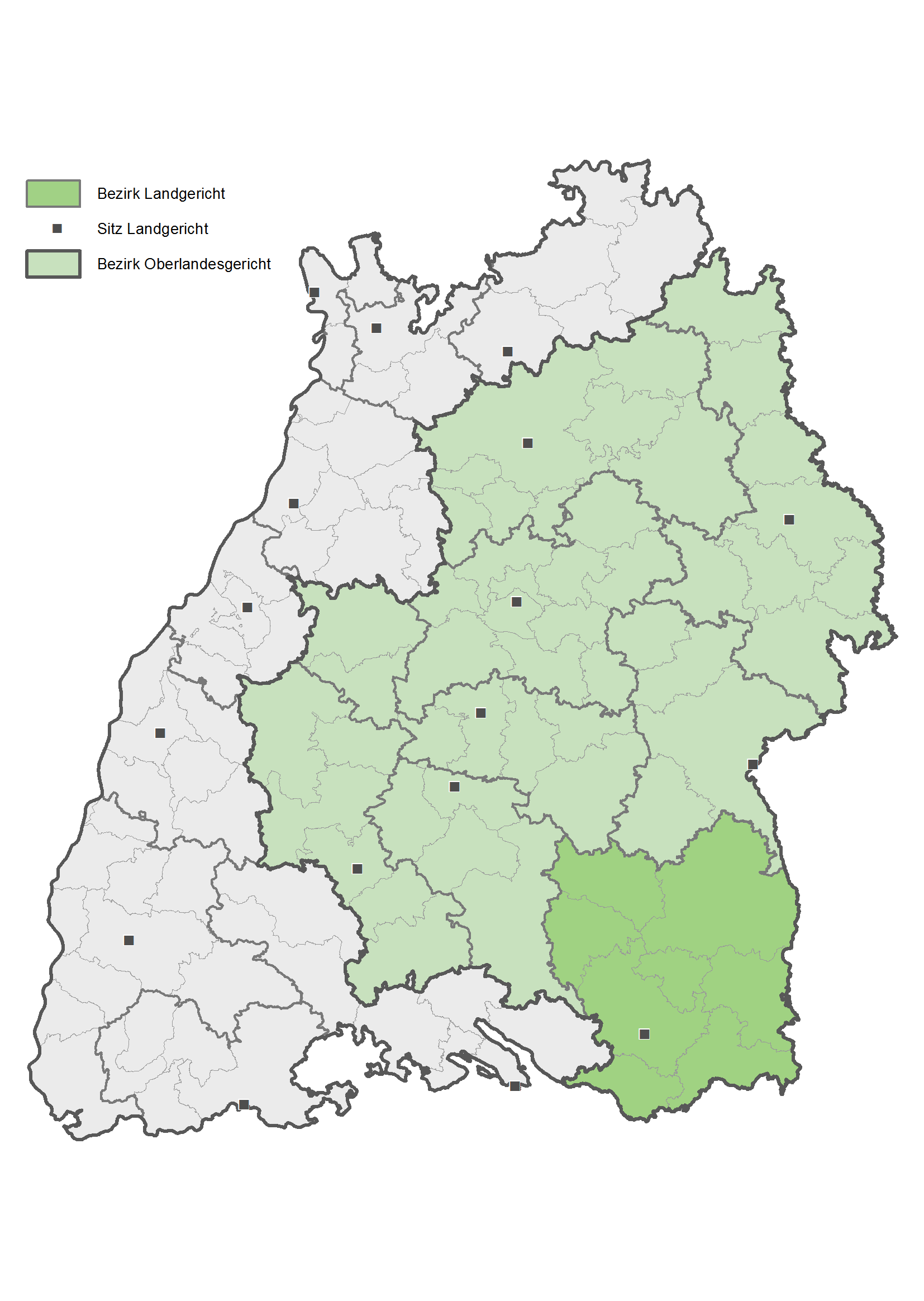
Landgerichtsbezirk Ravensburg (dunkel) im Oberlandesgerichtsbezirk Stuttgart (hellgrün) in Baden-Württemberg

Das Landgericht hat seinen Sitz in Ravensburg. Bis zum Jahr 1869 gab es im Königreich Württemberg in jedem der vier Kreise einen Kreisgerichtshof. Ab dann wurde jedem Kreis ein zweiter Kreisgerichtshof zugestanden, sodass im Donaukreis neben den Kreisgerichtshof Ulm der Kreisgerichtshof Ravensburg trat. Nach Inkrafttreten der Reichsjustizgesetze 1879 wurde der Kreisgerichtshof Ravensburg umbenannt in Landgericht Ravensburg.
Der Gerichtsbezirk umfasst die Landkreise Ravensburg
und Biberach sowie Teile des Landkreises Sigmaringen und des Bodenseekreises.

## Gerichtsgebäude

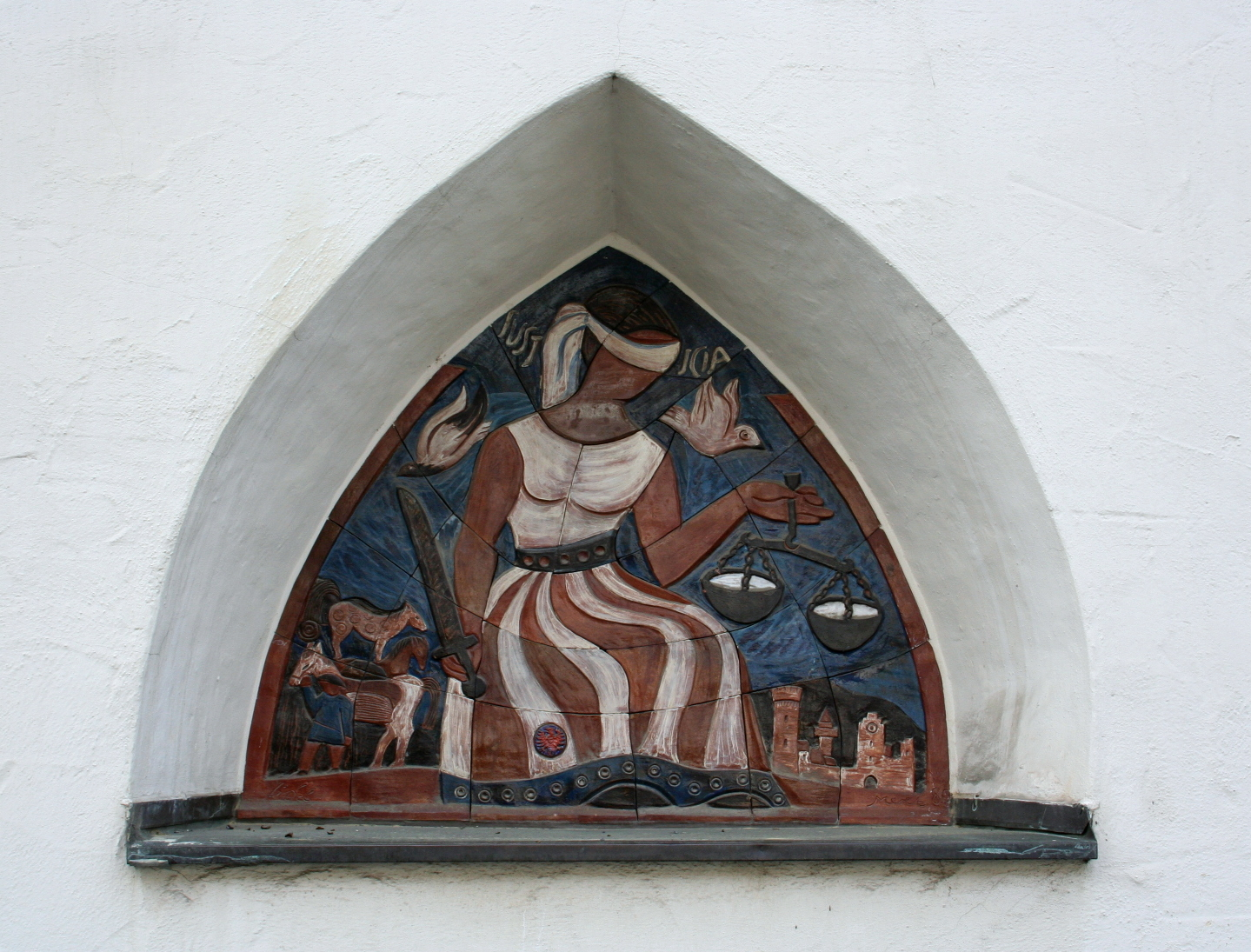
Fassadendetail: Iustitia von Meret Eichler

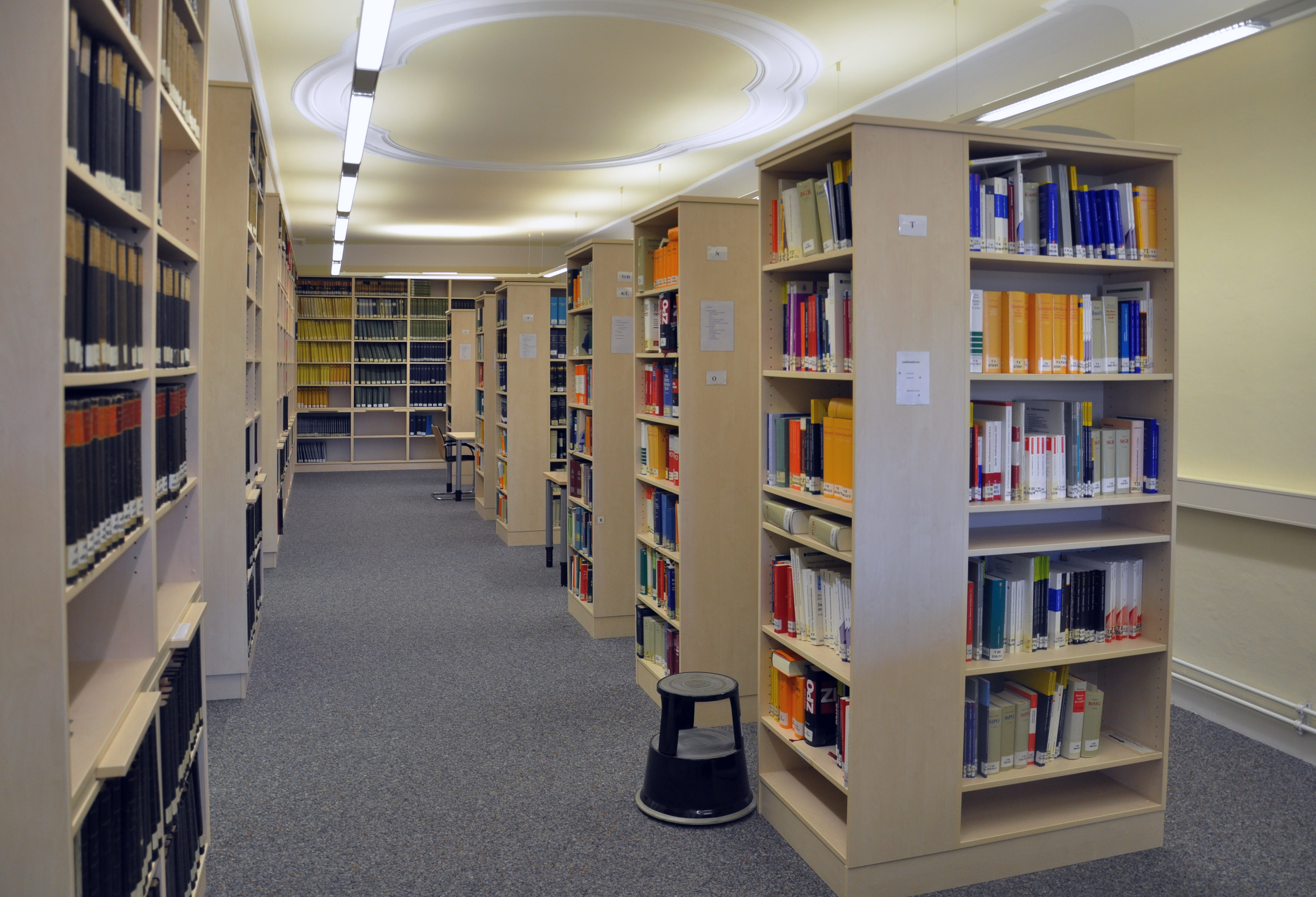
Bibliothek des Landgerichts

Das Gericht ist seit 1869 im ehemaligen Karmeliterkloster am Marienplatz 7 in Ravensburg untergebracht. Die angrenzende Klosterkirche wird heute als evangelische Stadtkirche genutzt.

## Über- und nachgeordnete Gerichte
Dem Landgericht Ravensburg ist das Oberlandesgericht Stuttgart übergeordnet. Nachgeordnet sind die Amtsgerichte in Bad Saulgau, Bad Waldsee, Biberach, Leutkirch, Ravensburg, Riedlingen, Tettnang und Wangen.
Bis 1974 bestand zudem das Amtsgericht Laupheim. Der Amtsgerichtsbezirk Laupheim wurde anschließend dem Amtsgerichtsbezirk Biberach zugeschlagen, wobei in Laupheim eine Außenstelle des Amtsgerichts Biberach eingerichtet wurde. Die Außenstelle in Laupheim wurde 2004 geschlossen.

## Leitung
Präsidentin des Landgericht Ravensburg ist seit Juni 2023 Luitgard Wiggenhauser.

## Ausstellungen
Seit 1999 veranstaltet der Kunstverein Justitia e. V. regelmäßig Ausstellungen mit Werken von Künstlern aus der Region im Landgerichtsgebäude.

## Persönlichkeiten
Der Volksgerichtshof-Richter Paul Reimers (1902–1984) war vor seiner Pensionierung 1963 Landgerichtsrat in Ravensburg. Der Staatsanwalt beim Volksgerichtshof Edmund Stark (1909–2004) war in den 1960er Jahren Landgerichtsdirektor in Ravensburg.
- Hans Georgii, Richter am Staatsgerichtshof für das Land Baden-Württemberg 1996 bis 2006
- Franz Steinle, Präsident des Oberlandesgerichts Stuttgart 2013–2017
- Cornelia Horz, Präsidentin des Oberlandesgerichts Stuttgart 2017–2022